# Ledru-Rollin (Métro Paris)
Ledru-Rollin ist eine unterirdische Station der Linie 8 der Pariser Métro.

## Lage
Der U-Bahnhof befindet sich an der Grenze des Quartier Sainte-Marguerite im 11. Arrondissement mit dem Quartier des Quinze-Vingts im 12. Arrondissement von Paris. Er liegt längs unter der Rue du Faubourg Saint-Antoine in Höhe deren Kreuzung mit der Avenue Ledru-Rollin.

## Name
Namengebend ist die Avenue Ledru-Rollin. Der radikale Republikaner und Demokrat Alexandre Ledru-Rollin (1807–1874) war nach der Februarrevolution im Jahr 1848 kurzzeitig Innenminister. Nach der Wahl Louis-Napoléon Bonapartes zum Staatspräsidenten floh er im Juni 1849 nach Belgien. Er wurde in Abwesenheit zur Deportation verurteilt und verbrachte zwei Jahrzehnte in England im Exil.

## Geschichte und Beschreibung
Die Station wurde am 5. Mai 1931 in Betrieb genommen, als zu Beginn der Kolonialausstellung im Bois de Vincennes der Abschnitt von Richelieu – Drouot bis Porte de Charenton der Linie 8 eröffnet wurde. Sie weist unter einem elliptischen, weiß gefliesten Deckengewölbe Seitenbahnsteige an zwei parallelen Streckengleisen auf und wurde mit einer Länge von 105 m errichtet, um Sieben-Wagen-Züge aufnehmen zu können.
Zwei Zugänge liegen an der Avenue Ledru-Rollin beiderseits der Kreuzung mit der Rue du Faubourg Saint-Antoine, sie sind durch Masten markiert, die ein gelbes „M“ in einem Doppelkreis tragen. Von den beiden Zugangstreppen in der Rue du Faubourg Saint-Antoine östlich der o. g. Kreuzung ist eine durch einen von Adolphe Dervaux im Stil des Art déco entworfenen Kandelaber gekennzeichnet.

## Fahrzeuge
Während der Kolonialausstellung verkehrten an der Station Sieben-Wagen-Züge der Bauart Sprague-Thomson, später wurden die Zuglängen auf fünf Wagen verkürzt. Von 1975 an kamen MF-67-Züge auf die Linie 8, die ab 1980 durch die Baureihe MF 77 ersetzt wurden.